# Den Brotheridge

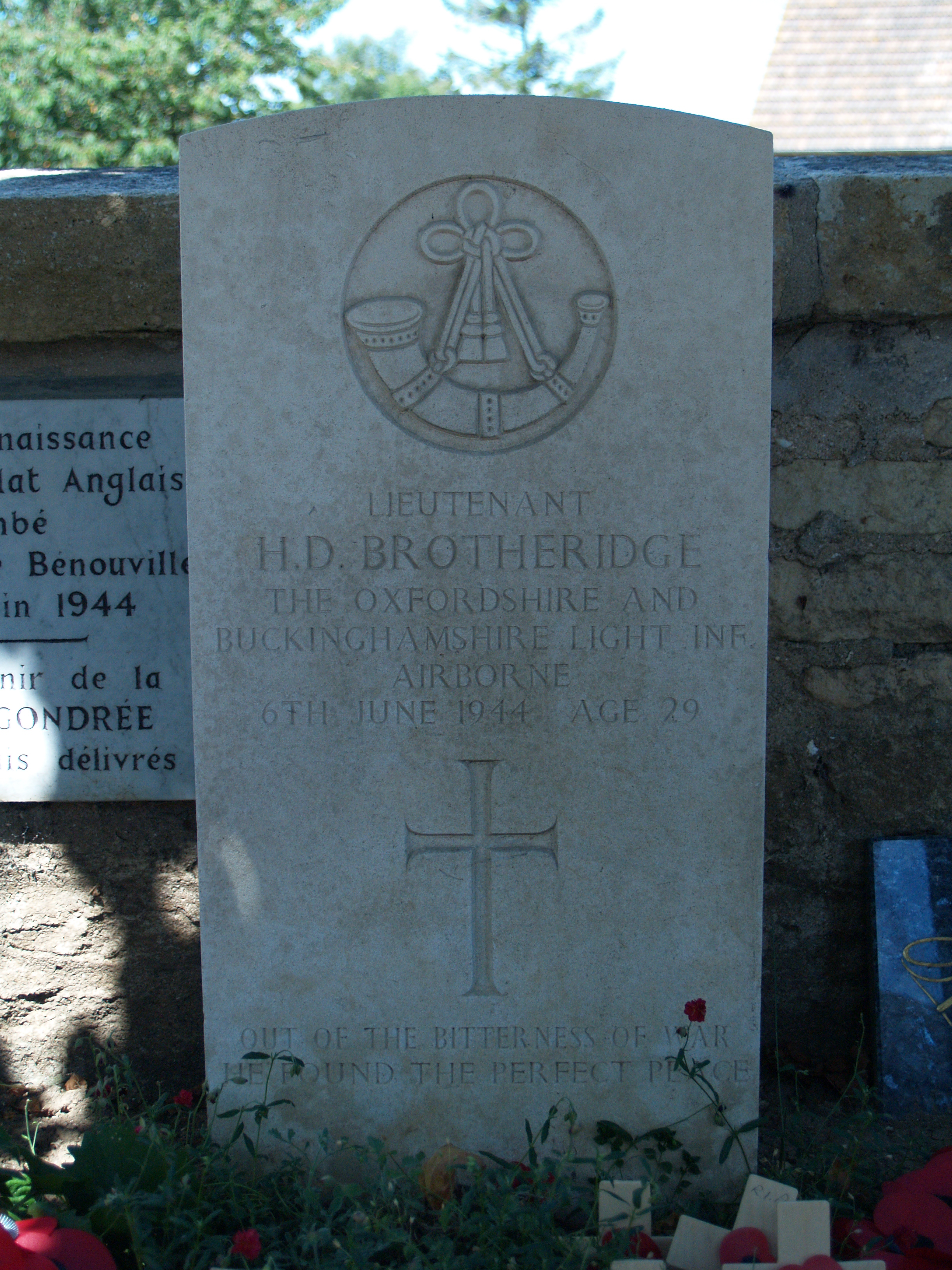
Grab van Den Brotheridge auf dem Soldatenfriedhof im Ranville.

Herbert Denham Brotheridge (auch Den Brotheridge; * 1915 in Smethwick, Staffordshire; † 6. Juni 1944 bei Bénouville, Normandie, Frankreich) war ein britischer Lieutenant im Zweiten Weltkrieg. Er wurde im Verlauf der Operation Tonga als erster alliierter Soldat während des D-Days, am 6. Juni 1944, durch feindliches Feuer getötet. 
Den Brotheridge war der Sohn von Herbert Charles und Lilian Brotheridge aus Smethwick, Staffordshire. Er war mit Maggie Brotheridge, die aus demselben Ort stammte, verheiratet.
Brotheridge kommandierte einen Zug der D-Kompanie der Ox and Bucks Light Infantry der britischen 6. Luftlandedivision, mit der er am 6. Juni 1944 um die Pegasusbrücke kämpfte. Auf der noch in deutscher Hand befindlichen Seite der Brücke warf Brotheridge eine Handgranate in den dort befindlichen Bunker. Im darauf folgenden Moment wurde Brotheridge durch einen Nackenschuss tödlich verwundet. Er starb daraufhin, als erster alliierter Soldat, am Morgen des 6. Juni, im Alter von 29 Jahren. 
Brotheridge ist auf einem Soldatenfriedhof nahe Ranville in Frankreich begraben. 